# Гай Навтий Рутил (консул 475 года до н. э.)
Гай Навтий Рутил (лат. Gaius Nautius Rutilus; V век до н. э.) — римский политический деятель из патрицианского рода Навтиев, консул в 475 и 458 годах до н. э.
В 475 году до н. э. Гай Навтий был консулом совместно с Публием Валерием Публиколой. Пока Валерий вёл войну с Вейями, Навтий поддержал латинских союзников против вольсков: он разграбил земли врага, но не смог принудить его к сражению.
В 458 году д н. э. коллегой Навтия был Луций Минуций Эсквилин Авгурин. В войне с сабинянами Навтий опять грабил владения противника, а вот Минуций был осаждён сабинянами в собственном лагере, так что для его спасения Навтию пришлось организовывать выборы диктатора. Действуя по-прежнему самостоятельно, Рутил смог в дальнейшем разбить сабинян в сражении при Эрете.